# 抄兒赤
抄兒赤（?—?），元朝大臣，元武宗时中书右丞。
至元十二年（1275年）十二月，伯颜派遣招討使抄兒赤，以南宋柳岳來使事，及嚴奉使所齎國書入奏忽必烈。至元十七年（1280年）三月，忽必烈征發抄兒赤所領河西軍士，及阿魯黑麾下二百人，入備扈從。大德十一年（1307年），元武宗即位后，特授乞台普濟担任中書平章政事，延慶使抄兒赤担任中書右丞，同知和林等處宣慰司事塔海担任中書右丞，阿里担任中書左丞，脫脫担任御史大夫。